# Elezioni politiche in Italia del 1972 per circoscrizione (Camera dei deputati)
Le elezioni politiche in Italia del 1972 nelle circoscrizioni della Camera dei deputati videro i seguenti risultati.

## Risultati

### Circoscrizione Torino-Novara-Vercelli
| Liste                                           | Voti      | %     | Seggi |
| ----------------------------------------------- | --------- | ----- | ----- |
| Democrazia Cristiana                            | 704 911   | 33,49 | 12    |
| Partito Comunista Italiano                      | 601 773   | 28,59 | 10    |
| Partito Socialista Italiano                     | 228 932   | 10,88 | 4     |
| Partito Liberale Italiano                       | 166 333   | 7,90  | 3     |
| Partito Socialista Democratico Italiano         | 146 185   | 6,94  | 2     |
| Movimento Sociale Italiano - Destra Nazionale   | 111 397   | 5,29  | 2     |
| Partito Repubblicano Italiano                   | 71 310    | 3,39  | 1     |
| Partito Socialista Italiano di Unità Proletaria | 38 148    | 1,81  | –     |
| Partito Comunista (Marxista-Leninista) Italiano | 12 149    | 0,58  | –     |
| Il manifesto                                    | 11 023    | 0,52  | –     |
| Movimento Politico dei Lavoratori               | 7 057     | 0,34  | –     |
| Rinnovamento Democratico Nazionale              | 5 893     | 0,28  | –     |
| Totale                                          | 2 105 111 | 100   | 34    |

### Circoscrizione Cuneo-Alessandria-Asti
| Liste                                           | Voti    | %     | Seggi |
| ----------------------------------------------- | ------- | ----- | ----- |
| Democrazia Cristiana                            | 384 577 | 44,74 | 7     |
| Partito Comunista Italiano                      | 175 772 | 20,45 | 3     |
| Partito Socialista Italiano                     | 99 917  | 11,62 | 2     |
| Partito Socialista Democratico Italiano         | 59 914  | 6,97  | 1     |
| Partito Liberale Italiano                       | 57 144  | 6,65  | 1     |
| Movimento Sociale Italiano - Destra Nazionale   | 29 328  | 3,41  | –     |
| Partito Repubblicano Italiano                   | 27 530  | 3,20  | –     |
| Partito Socialista Italiano di Unità Proletaria | 14 150  | 1,65  | –     |
| Il manifesto                                    | 5 881   | 0,68  | –     |
| Movimento Politico dei Lavoratori               | 3 310   | 0,39  | –     |
| Partito Comunista (Marxista-Leninista) Italiano | 2 148   | 0,25  | –     |
| Totale                                          | 859 671 | 100   | 14    |

### Circoscrizione Genova-Imperia-La Spezia-Savona
| Liste                                           | Voti      | %     | Seggi |
| ----------------------------------------------- | --------- | ----- | ----- |
| Democrazia Cristiana                            | 428 681   | 33,50 | 8     |
| Partito Comunista Italiano                      | 404 477   | 31,61 | 7     |
| Partito Socialista Italiano                     | 143 557   | 11,22 | 3     |
| Movimento Sociale Italiano - Destra Nazionale   | 78 684    | 6,15  | 1     |
| Partito Liberale Italiano                       | 74 925    | 5,86  | 1     |
| Partito Socialista Democratico Italiano         | 68 111    | 5,32  | 1     |
| Partito Repubblicano Italiano                   | 45 371    | 3,55  | 1     |
| Partito Socialista Italiano di Unità Proletaria | 19 339    | 1,51  | –     |
| Il manifesto                                    | 6 755     | 0,53  | –     |
| Stella Rossa - Rivoluzione Socialista           | 4 776     | 0,37  | –     |
| Movimento Politico dei Lavoratori               | 2 803     | 0,22  | –     |
| Partito Comunista (Marxista-Leninista) Italiano | 1 976     | 0,15  | –     |
| Totale                                          | 1 279 455 | 100   | 22    |

### Circoscrizione Milano-Pavia
| Liste                                           | Voti      | %     | Seggi |
| ----------------------------------------------- | --------- | ----- | ----- |
| Democrazia Cristiana                            | 981 922   | 34,26 | 16    |
| Partito Comunista Italiano                      | 807 810   | 28,18 | 13    |
| Partito Socialista Italiano                     | 352 922   | 12,31 | 6     |
| Movimento Sociale Italiano - Destra Nazionale   | 195 108   | 6,81  | 3     |
| Partito Liberale Italiano                       | 174 939   | 6,10  | 3     |
| Partito Socialista Democratico Italiano         | 140 150   | 4,89  | 2     |
| Partito Repubblicano Italiano                   | 112 966   | 3,94  | 2     |
| Partito Socialista Italiano di Unità Proletaria | 51 218    | 1,79  | –     |
| Il manifesto                                    | 24 420    | 0,85  | –     |
| Movimento Politico dei Lavoratori               | 13 002    | 0,45  | –     |
| Partito Comunista (Marxista-Leninista) Italiano | 9 615     | 0,34  | –     |
| Unione di Forze Democratiche                    | 2 190     | 0,08  | –     |
| Totale                                          | 2 866 262 | 100   | 45    |

### Circoscrizione Como-Sondrio-Varese
| Liste                                           | Voti      | %     | Seggi |
| ----------------------------------------------- | --------- | ----- | ----- |
| Democrazia Cristiana                            | 471 005   | 45,91 | 9     |
| Partito Comunista Italiano                      | 182 220   | 17,76 | 3     |
| Partito Socialista Italiano                     | 130 761   | 12,75 | 2     |
| Partito Socialista Democratico Italiano         | 69 158    | 6,74  | 1     |
| Partito Liberale Italiano                       | 55 290    | 5,39  | 1     |
| Movimento Sociale Italiano - Destra Nazionale   | 51 826    | 5,05  | 1     |
| Partito Repubblicano Italiano                   | 26 576    | 2,59  | –     |
| Partito Socialista Italiano di Unità Proletaria | 24 090    | 2,35  | –     |
| Il manifesto                                    | 6 931     | 0,68  | –     |
| Movimento Politico dei Lavoratori               | 5 966     | 0,58  | –     |
| Partito Comunista (Marxista-Leninista) Italiano | 2 000     | 0,19  | –     |
| Totale                                          | 1 025 823 | 100   | 17    |

### Circoscrizione Brescia-Bergamo
| Liste                                           | Voti      | %     | Seggi |
| ----------------------------------------------- | --------- | ----- | ----- |
| Democrazia Cristiana                            | 613 071   | 55,45 | 12    |
| Partito Comunista Italiano                      | 169 043   | 15,29 | 3     |
| Partito Socialista Italiano                     | 106 568   | 9,64  | 2     |
| Partito Socialista Democratico Italiano         | 58 821    | 5,32  | 1     |
| Movimento Sociale Italiano - Destra Nazionale   | 51 215    | 4,63  | 1     |
| Partito Liberale Italiano                       | 41 432    | 3,75  | 1     |
| Partito Socialista Italiano di Unità Proletaria | 29 452    | 2,66  | –     |
| Partito Repubblicano Italiano                   | 18 527    | 1,68  | –     |
| Movimento Politico dei Lavoratori               | 7 143     | 0,65  | –     |
| Il manifesto                                    | 6 999     | 0,63  | –     |
| Partito Comunista (Marxista-Leninista) Italiano | 3 361     | 0,30  | –     |
| Totale                                          | 1 105 632 | 100   | 20    |

### Circoscrizione Mantova-Cremona
| Liste                                           | Voti    | %     | Seggi |
| ----------------------------------------------- | ------- | ----- | ----- |
| Democrazia Cristiana                            | 186 338 | 38,27 | 4     |
| Partito Comunista Italiano                      | 145 266 | 29,84 | 3     |
| Partito Socialista Italiano                     | 71 003  | 14,58 | 1     |
| Movimento Sociale Italiano - Destra Nazionale   | 26 089  | 5,36  | –     |
| Partito Socialista Democratico Italiano         | 18 579  | 3,82  | –     |
| Partito Liberale Italiano                       | 14 968  | 3,07  | –     |
| Partito Socialista Italiano di Unità Proletaria | 11 575  | 2,38  | –     |
| Partito Repubblicano Italiano                   | 7 924   | 1,63  | –     |
| Il manifesto                                    | 2 804   | 0,58  | –     |
| Movimento Politico dei Lavoratori               | 1 599   | 0,33  | –     |
| Partito Comunista (Marxista-Leninista) Italiano | 724     | 0,15  | –     |
| Totale                                          | 486 869 | 100   | 8     |

### Circoscrizione Trento-Bolzano
| Liste                                           | Voti    | %     | Seggi |
| ----------------------------------------------- | ------- | ----- | ----- |
| Democrazia Cristiana                            | 200 136 | 39,23 | 5     |
| Partito Popolare Sud Tirolese                   | 153 674 | 30,12 | 3     |
| Partito Comunista Italiano                      | 38 855  | 7,62  | 1     |
| Partito Socialista Italiano                     | 35 846  | 7,03  | 1     |
| Partito Socialista Democratico Italiano         | 25 215  | 4,94  | –     |
| Movimento Sociale Italiano - Destra Nazionale   | 19 044  | 3,73  | –     |
| Partito Liberale Italiano                       | 14 826  | 2,91  | –     |
| Partito Repubblicano Italiano                   | 9 567   | 1,88  | –     |
| Partito Socialista Italiano di Unità Proletaria | 6 793   | 1,33  | –     |
| Il manifesto                                    | 3 442   | 0,67  | –     |
| Movimento Politico dei Lavoratori               | 2 734   | 0,54  | –     |
| Totale                                          | 510 132 | 100   | 10    |

### Circoscrizione Verona-Padova-Vicenza-Rovigo
| Liste                                           | Voti      | %     | Seggi |
| ----------------------------------------------- | --------- | ----- | ----- |
| Democrazia Cristiana                            | 867 645   | 57,04 | 17    |
| Partito Comunista Italiano                      | 238 681   | 15,69 | 5     |
| Partito Socialista Italiano                     | 128 984   | 8,48  | 2     |
| Partito Socialista Democratico Italiano         | 81 009    | 5,33  | 1     |
| Movimento Sociale Italiano - Destra Nazionale   | 70 474    | 4,63  | 1     |
| Partito Liberale Italiano                       | 54 850    | 3,61  | 1     |
| Partito Socialista Italiano di Unità Proletaria | 32 244    | 2,12  | –     |
| Partito Repubblicano Italiano                   | 29 863    | 1,96  | 1     |
| Il manifesto                                    | 7 958     | 0,52  | –     |
| Movimento Politico dei Lavoratori               | 6 717     | 0,44  | –     |
| Partito Comunista (Marxista-Leninista) Italiano | 2 724     | 0,18  | –     |
| Totale                                          | 1 521 149 | 100   | 28    |

### Circoscrizione Venezia-Treviso
| Liste                                           | Voti    | %     | Seggi |
| ----------------------------------------------- | ------- | ----- | ----- |
| Democrazia Cristiana                            | 438 488 | 47,34 | 9     |
| Partito Comunista Italiano                      | 188 742 | 20,38 | 4     |
| Partito Socialista Italiano                     | 102 686 | 11,09 | 2     |
| Partito Socialista Democratico Italiano         | 62 322  | 6,73  | 1     |
| Movimento Sociale Italiano - Destra Nazionale   | 38 779  | 4,19  | 1     |
| Partito Liberale Italiano                       | 33 707  | 3,64  | 1     |
| Partito Socialista Italiano di Unità Proletaria | 24 560  | 2,65  | –     |
| Partito Repubblicano Italiano                   | 22 520  | 2,43  | –     |
| Movimento Politico dei Lavoratori               | 7 025   | 0,76  | –     |
| Il manifesto                                    | 4 615   | 0,50  | –     |
| Partito Comunista (Marxista-Leninista) Italiano | 2 719   | 0,29  | –     |
| Totale                                          | 926 163 | 100   | 18    |

### Circoscrizione Udine-Belluno-Gorizia-Pordenone
| Liste                                           | Voti    | %     | Seggi |
| ----------------------------------------------- | ------- | ----- | ----- |
| Democrazia Cristiana                            | 347 284 | 45,91 | 7     |
| Partito Comunista Italiano                      | 133 866 | 17,69 | 3     |
| Partito Socialista Italiano                     | 96 331  | 12,73 | 2     |
| Partito Socialista Democratico Italiano         | 72 663  | 9,60  | 1     |
| Movimento Sociale Italiano - Destra Nazionale   | 42 049  | 5,56  | 1     |
| Partito Liberale Italiano                       | 23 625  | 3,12  | –     |
| Partito Repubblicano Italiano                   | 16 545  | 2,19  | –     |
| Partito Socialista Italiano di Unità Proletaria | 16 253  | 2,15  | –     |
| Il manifesto                                    | 4 189   | 0,55  | –     |
| Movimento Politico dei Lavoratori               | 3 716   | 0,49  | –     |
| Totale                                          | 756 521 | 100   | 14    |

### Circoscrizione Bologna-Ferrara-Ravenna-Forlì
| Liste                                           | Voti      | %     | Seggi |
| ----------------------------------------------- | --------- | ----- | ----- |
| Partito Comunista Italiano                      | 693 342   | 44,85 | 12    |
| Democrazia Cristiana                            | 379 542   | 24,55 | 7     |
| Partito Socialista Italiano                     | 119 636   | 7,74  | 2     |
| Partito Socialista Democratico Italiano         | 90 814    | 5,87  | 2     |
| Partito Repubblicano Italiano                   | 87 313    | 5,65  | 2     |
| Movimento Sociale Italiano - Destra Nazionale   | 65 043    | 4,21  | 1     |
| Partito Liberale Italiano                       | 54 730    | 3,54  | 1     |
| Partito Socialista Italiano di Unità Proletaria | 40 367    | 2,61  | –     |
| Il manifesto                                    | 9 451     | 0,61  | –     |
| Movimento Politico dei Lavoratori               | 3 814     | 0,25  | –     |
| Partito Comunista (Marxista-Leninista) Italiano | 1 884     | 0,12  | –     |
| Totale                                          | 1 545 936 | 100   | 27    |

### Circoscrizione Parma-Modena-Piacenza-Reggio nell'Emilia
| Liste                                           | Voti      | %     | Seggi |
| ----------------------------------------------- | --------- | ----- | ----- |
| Partito Comunista Italiano                      | 486 124   | 42,70 | 9     |
| Democrazia Cristiana                            | 340 722   | 29,93 | 6     |
| Partito Socialista Italiano                     | 100 912   | 8,86  | 2     |
| Partito Socialista Democratico Italiano         | 70 098    | 6,16  | 1     |
| Movimento Sociale Italiano - Destra Nazionale   | 43 916    | 3,86  | 1     |
| Partito Liberale Italiano                       | 38 773    | 3,41  | 1     |
| Partito Socialista Italiano di Unità Proletaria | 32 780    | 2,88  | –     |
| Partito Repubblicano Italiano                   | 15 988    | 1,40  | –     |
| Il manifesto                                    | 5 099     | 0,45  | –     |
| Movimento Politico dei Lavoratori               | 2 746     | 0,24  | –     |
| Partito Comunista (Marxista-Leninista) Italiano | 1 221     | 0,11  | –     |
| Totale                                          | 1 138 379 | 100   | 20    |

### Circoscrizione Firenze-Pistoia
| Liste                                           | Voti    | %     | Seggi |
| ----------------------------------------------- | ------- | ----- | ----- |
| Partito Comunista Italiano                      | 438 360 | 45,09 | 8     |
| Democrazia Cristiana                            | 288 685 | 29,69 | 5     |
| Partito Socialista Italiano                     | 81 627  | 8,40  | 1     |
| Movimento Sociale Italiano - Destra Nazionale   | 47 428  | 4,88  | 1     |
| Partito Socialista Democratico Italiano         | 43 382  | 4,46  | 1     |
| Partito Liberale Italiano                       | 26 197  | 2,69  | –     |
| Partito Repubblicano Italiano                   | 18 487  | 1,90  | –     |
| Partito Socialista Italiano di Unità Proletaria | 14 522  | 1,49  | –     |
| Partito Comunista (Marxista-Leninista) Italiano | 5 955   | 0,61  | –     |
| Il manifesto                                    | 5 690   | 0,59  | –     |
| Movimento Politico dei Lavoratori               | 1 934   | 0,20  | –     |
| Totale                                          | 972 267 | 100   | 16    |

### Circoscrizione Pisa-Livorno-Lucca-Massa Carrara
| Liste                                           | Voti    | %     | Seggi |
| ----------------------------------------------- | ------- | ----- | ----- |
| Partito Comunista Italiano                      | 323 410 | 36,63 | 6     |
| Democrazia Cristiana                            | 296 254 | 33,55 | 6     |
| Partito Socialista Italiano                     | 83 417  | 9,45  | 1     |
| Movimento Sociale Italiano - Destra Nazionale   | 53 983  | 6,11  | 1     |
| Partito Socialista Democratico Italiano         | 46 743  | 5,29  | 1     |
| Partito Repubblicano Italiano                   | 29 530  | 3,34  | 1     |
| Partito Socialista Italiano di Unità Proletaria | 20 954  | 2,37  | –     |
| Partito Liberale Italiano                       | 18 821  | 2,13  | –     |
| Il manifesto                                    | 5 716   | 0,65  | –     |
| Partito Comunista (Marxista-Leninista) Italiano | 1 492   | 0,17  | –     |
| Movimento Politico dei Lavoratori               | 1 473   | 0,17  | –     |
| Stella Rossa - Rivoluzione Socialista           | 1 199   | 0,14  | –     |
| Totale                                          | 882 992 | 100   | 16    |

### Circoscrizione Siena-Arezzo-Grosseto
| Liste                                           | Voti    | %     | Seggi |
| ----------------------------------------------- | ------- | ----- | ----- |
| Partito Comunista Italiano                      | 251 951 | 45,82 | 5     |
| Democrazia Cristiana                            | 159 913 | 29,08 | 3     |
| Partito Socialista Italiano                     | 50 167  | 9,12  | 1     |
| Movimento Sociale Italiano - Destra Nazionale   | 26 824  | 4,88  | –     |
| Partito Socialista Democratico Italiano         | 21 142  | 3,85  | –     |
| Partito Socialista Italiano di Unità Proletaria | 13 399  | 2,44  | –     |
| Partito Repubblicano Italiano                   | 12 344  | 2,25  | –     |
| Partito Liberale Italiano                       | 10 299  | 1,87  | –     |
| Il manifesto                                    | 2 908   | 0,53  | –     |
| Movimento Politico dei Lavoratori               | 897     | 0,16  | –     |
| Totale                                          | 549 844 | 100   | 9     |

### Circoscrizione Ancona-Pesaro-Macerata-Ascoli Piceno
| Liste                                           | Voti    | %     | Seggi |
| ----------------------------------------------- | ------- | ----- | ----- |
| Democrazia Cristiana                            | 354 708 | 39,48 | 7     |
| Partito Comunista Italiano                      | 295 156 | 32,85 | 6     |
| Partito Socialista Italiano                     | 70 808  | 7,88  | 1     |
| Movimento Sociale Italiano - Destra Nazionale   | 47 109  | 5,24  | 1     |
| Partito Socialista Democratico Italiano         | 39 321  | 4,38  | 1     |
| Partito Repubblicano Italiano                   | 33 525  | 3,73  | 1     |
| Partito Socialista Italiano di Unità Proletaria | 22 721  | 2,53  | –     |
| Partito Liberale Italiano                       | 21 817  | 2,43  | –     |
| Il manifesto                                    | 9 862   | 1,10  | –     |
| Movimento Politico dei Lavoratori               | 3 445   | 0,38  | –     |
| Totale                                          | 898 472 | 100   | 17    |

### Circoscrizione Perugia-Terni-Rieti
| Liste                                           | Voti    | %     | Seggi |
| ----------------------------------------------- | ------- | ----- | ----- |
| Partito Comunista Italiano                      | 244 642 | 39,11 | 5     |
| Democrazia Cristiana                            | 201 618 | 32,23 | 4     |
| Partito Socialista Italiano                     | 60 907  | 9,74  | 1     |
| Movimento Sociale Italiano - Destra Nazionale   | 44 362  | 7,09  | 1     |
| Partito Socialista Democratico Italiano         | 24 117  | 3,86  | –     |
| Partito Socialista Italiano di Unità Proletaria | 16 842  | 2,69  | –     |
| Partito Repubblicano Italiano                   | 16 005  | 2,56  | –     |
| Partito Liberale Italiano                       | 10 414  | 1,66  | –     |
| Il manifesto                                    | 4 431   | 0,71  | –     |
| Movimento Politico dei Lavoratori               | 1 198   | 0,19  | –     |
| Partito Comunista (Marxista-Leninista) Italiano | 966     | 0,15  | –     |
| Totale                                          | 625 502 | 100   | 11    |

### Circoscrizione Roma-Viterbo-Latina-Frosinone
| Liste                                           | Voti      | %     | Seggi |
| ----------------------------------------------- | --------- | ----- | ----- |
| Democrazia Cristiana                            | 963 134   | 34,42 | 17    |
| Partito Comunista Italiano                      | 761 554   | 27,21 | 13    |
| Movimento Sociale Italiano - Destra Nazionale   | 413 437   | 14,77 | 7     |
| Partito Socialista Italiano                     | 212 354   | 7,59  | 4     |
| Partito Socialista Democratico Italiano         | 154 616   | 5,53  | 3     |
| Partito Liberale Italiano                       | 115 268   | 4,12  | 2     |
| Partito Repubblicano Italiano                   | 96 232    | 3,44  | 2     |
| Il manifesto                                    | 32 151    | 1,15  | –     |
| Partito Socialista Italiano di Unità Proletaria | 27 981    | 1,00  | –     |
| Azione Cristiana Popolare                       | 7 333     | 0,26  | –     |
| Movimento Politico dei Lavoratori               | 5 177     | 0,18  | –     |
| Partito Comunista (Marxista-Leninista) Italiano | 5 023     | 0,18  | –     |
| Stella Rossa - Rivoluzione Socialista           | 3 133     | 0,11  | –     |
| Fronte dell'Uomo Qualunque                      | 1 017     | 0,04  | –     |
| Totale                                          | 2 798 410 | 100   | 48    |

### Circoscrizione L'Aquila-Pescara-Chieti-Teramo
| Liste                                           | Voti    | %     | Seggi |
| ----------------------------------------------- | ------- | ----- | ----- |
| Democrazia Cristiana                            | 344 061 | 48,17 | 8     |
| Partito Comunista Italiano                      | 192 601 | 26,96 | 4     |
| Movimento Sociale Italiano - Destra Nazionale   | 54 646  | 7,65  | 1     |
| Partito Socialista Italiano                     | 49 004  | 6,86  | 1     |
| Partito Socialista Democratico Italiano         | 28 107  | 3,94  | 1     |
| Partito Liberale Italiano                       | 14 671  | 2,05  | –     |
| Partito Repubblicano Italiano                   | 11 467  | 1,61  | –     |
| Partito Socialista Italiano di Unità Proletaria | 9 791   | 1,37  | –     |
| Movimento Politico dei Lavoratori               | 4 406   | 0,62  | –     |
| Il manifesto                                    | 3 632   | 0,51  | –     |
| Partito Comunista (Marxista-Leninista) Italiano | 1 885   | 0,26  | –     |
| Totale                                          | 714 271 | 100   | 15    |

### Circoscrizione Campobasso-Isernia
| Liste                                           | Voti    | %     | Seggi |
| ----------------------------------------------- | ------- | ----- | ----- |
| Democrazia Cristiana                            | 102 959 | 55,06 | 3     |
| Partito Comunista Italiano                      | 32 430  | 17,34 | 1     |
| Partito Socialista Democratico Italiano         | 13 455  | 7,20  | –     |
| Movimento Sociale Italiano - Destra Nazionale   | 13 403  | 7,17  | –     |
| Partito Socialista Italiano                     | 9 484   | 5,07  | –     |
| Partito Liberale Italiano                       | 5 383   | 2,88  | –     |
| Partito Repubblicano Italiano                   | 4 555   | 2,44  | –     |
| Partito Socialista Italiano di Unità Proletaria | 3 097   | 1,66  | –     |
| Partito Agricoltori                             | 1 706   | 0,91  | –     |
| Movimento Politico dei Lavoratori               | 519     | 0,28  | –     |
| Totale                                          | 186 991 | 100   | 4     |

### Circoscrizione Napoli-Caserta
| Liste                                           | Voti      | %     | Seggi |
| ----------------------------------------------- | --------- | ----- | ----- |
| Democrazia Cristiana                            | 641 626   | 35,55 | 14    |
| Partito Comunista Italiano                      | 460 661   | 25,52 | 10    |
| Movimento Sociale Italiano - Destra Nazionale   | 335 104   | 18,57 | 7     |
| Partito Socialista Italiano                     | 138 198   | 7,66  | 3     |
| Partito Socialista Democratico Italiano         | 82 918    | 4,59  | 2     |
| Partito Repubblicano Italiano                   | 47 471    | 2,63  | 1     |
| Partito Liberale Italiano                       | 42 568    | 2,36  | 1     |
| Partito Socialista Italiano di Unità Proletaria | 21 526    | 1,19  | –     |
| Il manifesto                                    | 12 710    | 0,70  | –     |
| Partito Autonomo Pensionati d'Italia            | 10 128    | 0,56  | –     |
| Partito Comunista (Marxista-Leninista) Italiano | 7 542     | 0,42  | –     |
| Movimento Politico dei Lavoratori               | 4 311     | 0,24  | –     |
| Totale                                          | 1 804 763 | 100   | 38    |

### Circoscrizione Benevento-Avellino-Salerno
| Liste                                           | Voti    | %     | Seggi |
| ----------------------------------------------- | ------- | ----- | ----- |
| Democrazia Cristiana                            | 425 374 | 46,44 | 11    |
| Partito Comunista Italiano                      | 157 698 | 17,22 | 4     |
| Movimento Sociale Italiano - Destra Nazionale   | 120 575 | 13,16 | 3     |
| Partito Socialista Italiano                     | 82 553  | 9,01  | 2     |
| Partito Socialista Democratico Italiano         | 43 012  | 4,70  | 1     |
| Partito Liberale Italiano                       | 29 554  | 3,23  | 1     |
| Partito Repubblicano Italiano                   | 25 028  | 2,73  | 1     |
| Partito Socialista Italiano di Unità Proletaria | 18 728  | 2,04  | –     |
| Il manifesto                                    | 7 038   | 0,77  | –     |
| Partito Autonomo Pensionati d'Italia            | 5 176   | 0,57  | –     |
| Movimento Politico dei Lavoratori               | 1 214   | 0,13  | –     |
| Totale                                          | 915 950 | 100   | 23    |

### Circoscrizione Bari-Foggia
| Liste                                           | Voti      | %     | Seggi |
| ----------------------------------------------- | --------- | ----- | ----- |
| Democrazia Cristiana                            | 435 694   | 40,01 | 10    |
| Partito Comunista Italiano                      | 301 295   | 27,67 | 7     |
| Movimento Sociale Italiano - Destra Nazionale   | 133 305   | 12,24 | 3     |
| Partito Socialista Italiano                     | 111 373   | 10,23 | 3     |
| Partito Socialista Democratico Italiano         | 44 730    | 4,11  | 1     |
| Partito Liberale Italiano                       | 23 589    | 2,17  | –     |
| Partito Repubblicano Italiano                   | 15 691    | 1,44  | –     |
| Partito Socialista Italiano di Unità Proletaria | 14 110    | 1,30  | –     |
| Il manifesto                                    | 4 296     | 0,39  | –     |
| Partito Comunista (Marxista-Leninista) Italiano | 3 035     | 0,28  | –     |
| Movimento Politico dei Lavoratori               | 1 762     | 0,16  | –     |
| Totale                                          | 1 088 880 | 100   | 24    |

### Circoscrizione Lecce-Brindisi-Taranto
| Liste                                           | Voti    | %     | Seggi |
| ----------------------------------------------- | ------- | ----- | ----- |
| Democrazia Cristiana                            | 386 808 | 43,61 | 9     |
| Partito Comunista Italiano                      | 206 149 | 23,24 | 5     |
| Movimento Sociale Italiano - Destra Nazionale   | 114 225 | 12,88 | 2     |
| Partito Socialista Italiano                     | 87 013  | 9,81  | 2     |
| Partito Socialista Democratico Italiano         | 27 081  | 3,05  | –     |
| Partito Repubblicano Italiano                   | 22 404  | 2,53  | –     |
| Partito Liberale Italiano                       | 18 999  | 2,14  | –     |
| Movimento Politico dei Lavoratori               | 7 490   | 0,84  | –     |
| Partito Comunista (Marxista-Leninista) Italiano | 5 975   | 0,67  | –     |
| Partito Socialista Italiano di Unità Proletaria | 5 861   | 0,66  | –     |
| Il manifesto                                    | 5 029   | 0,57  | –     |
| Totale                                          | 887 034 | 100   | 18    |

### Circoscrizione Potenza-Matera
| Liste                                           | Voti    | %     | Seggi |
| ----------------------------------------------- | ------- | ----- | ----- |
| Democrazia Cristiana                            | 161 476 | 49,16 | 5     |
| Partito Comunista Italiano                      | 81 858  | 24,92 | 2     |
| Partito Socialista Italiano                     | 32 169  | 9,79  | 1     |
| Movimento Sociale Italiano - Destra Nazionale   | 22 531  | 6,86  | –     |
| Partito Socialista Democratico Italiano         | 15 948  | 4,86  | –     |
| Partito Socialista Italiano di Unità Proletaria | 5 856   | 1,78  | –     |
| Partito Liberale Italiano                       | 4 630   | 1,41  | –     |
| Partito Repubblicano Italiano                   | 2 850   | 0,87  | –     |
| Movimento Politico dei Lavoratori               | 1 156   | 0,35  | –     |
| Totale                                          | 328 474 | 100   | 8     |

### Circoscrizione Catanzaro-Cosenza-Reggio Calabria
| Liste                                           | Voti      | %     | Seggi |
| ----------------------------------------------- | --------- | ----- | ----- |
| Democrazia Cristiana                            | 392 790   | 39,13 | 10    |
| Partito Comunista Italiano                      | 260 038   | 25,90 | 7     |
| Partito Socialista Italiano                     | 124 553   | 12,41 | 3     |
| Movimento Sociale Italiano - Destra Nazionale   | 122 381   | 12,19 | 3     |
| Partito Socialista Democratico Italiano         | 33 247    | 3,31  | 1     |
| Partito Socialista Italiano di Unità Proletaria | 20 564    | 2,05  | –     |
| Partito Repubblicano Italiano                   | 20 271    | 2,02  | –     |
| Partito Liberale Italiano                       | 16 394    | 1,63  | –     |
| Il manifesto                                    | 6 272     | 0,62  | –     |
| Movimento Politico dei Lavoratori               | 4 061     | 0,40  | –     |
| Partito Comunista (Marxista-Leninista) Italiano | 3 259     | 0,32  | –     |
| Totale                                          | 1 003 830 | 100   | 24    |

### Circoscrizione Catania-Messina-Siracusa-Ragusa-Enna
| Liste                                           | Voti      | %     | Seggi |
| ----------------------------------------------- | --------- | ----- | ----- |
| Democrazia Cristiana                            | 519 531   | 38,96 | 12    |
| Partito Comunista Italiano                      | 275 725   | 20,67 | 7     |
| Movimento Sociale Italiano - Destra Nazionale   | 243 661   | 18,27 | 6     |
| Partito Socialista Italiano                     | 101 710   | 7,63  | 2     |
| Partito Liberale Italiano                       | 50 663    | 3,80  | 1     |
| Partito Socialista Democratico Italiano         | 44 527    | 3,34  | 1     |
| Partito Socialista Italiano di Unità Proletaria | 39 135    | 2,93  | –     |
| Partito Repubblicano Italiano                   | 36 704    | 2,75  | 1     |
| Il manifesto                                    | 8 289     | 0,62  | –     |
| Movimento Politico dei Lavoratori               | 4 793     | 0,36  | –     |
| Partito Comunista (Marxista-Leninista) Italiano | 4 224     | 0,32  | –     |
| Partito Comunista Siciliano                     | 2 958     | 0,22  | –     |
| Azione Cristiana Popolare                       | 1 735     | 0,13  | –     |
| Totale                                          | 1 333 655 | 100   | 30    |

### Circoscrizione Palermo-Trapani-Agrigento-Caltanissetta
| Liste                                           | Voti      | %     | Seggi |
| ----------------------------------------------- | --------- | ----- | ----- |
| Democrazia Cristiana                            | 487 342   | 40,72 | 13    |
| Partito Comunista Italiano                      | 262 524   | 21,94 | 7     |
| Movimento Sociale Italiano - Destra Nazionale   | 158 424   | 13,24 | 4     |
| Partito Socialista Italiano                     | 115 565   | 9,66  | 3     |
| Partito Socialista Democratico Italiano         | 48 178    | 4,03  | 1     |
| Partito Repubblicano Italiano                   | 40 357    | 3,37  | 1     |
| Partito Liberale Italiano                       | 38 554    | 3,22  | 1     |
| Partito Socialista Italiano di Unità Proletaria | 27 059    | 2,26  | –     |
| Il manifesto                                    | 9 810     | 0,82  | –     |
| Partito Comunista (Marxista-Leninista) Italiano | 3 023     | 0,25  | –     |
| Movimento Politico dei Lavoratori               | 2 981     | 0,25  | –     |
| Fronte Nazionale Siciliano                      | 2 884     | 0,24  | –     |
| Totale                                          | 1 196 701 | 100   | 30    |

### Circoscrizione Cagliari-Sassari-Nuoro-Oristano
| Liste                                           | Voti    | %     | Seggi |
| ----------------------------------------------- | ------- | ----- | ----- |
| Democrazia Cristiana                            | 327 901 | 40,90 | 8     |
| Partito Comunista Italiano                      | 202 593 | 25,27 | 5     |
| Movimento Sociale Italiano - Destra Nazionale   | 90 547  | 11,30 | 2     |
| Partito Socialista Italiano                     | 65 289  | 8,14  | 1     |
| Partito Socialista Democratico Italiano         | 30 937  | 3,86  | 1     |
| Partito Liberale Italiano                       | 26 655  | 3,33  | –     |
| Partito Socialista Italiano di Unità Proletaria | 22 626  | 2,82  | –     |
| Partito Repubblicano Italiano                   | 19 993  | 2,49  | –     |
| Il manifesto                                    | 6 912   | 0,86  | –     |
| Movimento Politico dei Lavoratori               | 5 027   | 0,63  | –     |
| Partito Comunista (Marxista-Leninista) Italiano | 3 138   | 0,39  | –     |
| Totale                                          | 801 618 | 100   | 17    |

### Circoscrizione Valle d'Aosta
| Liste                                         | Voti   | %     | Seggi |
| --------------------------------------------- | ------ | ----- | ----- |
| DC - UV - RV - PSDI                           | 34 083 | 49,46 | 1     |
| Democratici Popolari                          | 28 886 | 41,92 | –     |
| Partito Liberale Italiano                     | 3 462  | 5,02  | –     |
| Movimento Sociale Italiano - Destra Nazionale | 2 475  | 3,59  | –     |
| Totale                                        | 68 906 | 100   | 1     |

### Circoscrizione Trieste
| Liste                                           | Voti    | %     | Seggi |
| ----------------------------------------------- | ------- | ----- | ----- |
| Democrazia Cristiana                            | 78 270  | 35,92 | 2     |
| Partito Comunista Italiano                      | 54 345  | 24,94 | 1     |
| Movimento Sociale Italiano - Destra Nazionale   | 27 350  | 12,55 | 1     |
| Partito Liberale Italiano                       | 16 959  | 7,78  | –     |
| Partito Socialista Italiano                     | 14 251  | 6,54  | –     |
| Partito Socialista Democratico Italiano         | 13 642  | 6,26  | –     |
| Partito Repubblicano Italiano                   | 9 443   | 4,33  | –     |
| Partito Socialista Italiano di Unità Proletaria | 2 850   | 1,31  | –     |
| Movimento Politico dei Lavoratori               | 775     | 0,36  | –     |
| Totale                                          | 217 885 | 100   | 4     |

## Elezioni suppletive
Circoscrizione Valle d'Aosta;
| Liste                                         | Voti   | %     | Seggi |
| --------------------------------------------- | ------ | ----- | ----- |
| UVP - DP - PCI - PSI                          | 32 192 | 48,21 | 1     |
| DC - UV - RV - PSDI                           | 31 964 | 47,87 | –     |
| Movimento Sociale Italiano - Destra Nazionale | 26 155 | 39,17 | –     |
| Totale                                        | 66 771 | 100   | 1     |